# Rosemiro Rocha
Rosemiro Rocha Freires, mais conhecido como Rosemiro Rocha (Gurupá, 07 de novembro de 1951) é um empresário e político brasileiro. Filiado ao Partido Liberal, exerceu os cargos de prefeito de Santana e deputado estadual do Amapá.

## Carreira política
Começou a carreira política em 1988 ao ser eleito prefeito de Santana pelo PMDB.
Nas eleições de 1994 é eleito deputado estadual pelo Partido Liberal, sendo reeleito em 1998. .
Em 2000, é eleito para a Prefeitura de Santana, renunciando a sua cadeira na ALAP. Em 2004, no entanto, é derrotado por Antônio Nogueira (PT), por uma diferença de quase 4% dos votos .  Tenta uma vaga a deputado estadual mais uma vez, em 2006, mas tem a candidatura indeferida
. Já nas eleições de 2008, novamente é candidato a prefeito de Santana, sendo derrotado mais uma vez por Antônio Nogueira. 
Rosemiro é pai do também ex-prefeito de Santana, Robson Rocha, e da ex-deputada Mira Rocha. Também foi casado com a ex-deputada Jozi Araújo.

## Controvérsias

### Compra de votos e abuso de poder econômico
Em novembro de 2015, Rosemiro e seus filhos, o então prefeito de Santana, Robson Rocha, e a deputada estadual Mira Rocha, foram alvos de denúncia da Procuradoria Regional Eleitoral pelo crime de compra de votos nas eleições de 2014, na qual Mira foi reeleita deputada
. Segundo a denúncia, que envolve ainda um ex-secretário, Robson teria contratado seis servidores para trabalhar no Centro da Juventude, órgão ligado à Prefeitura. Os recém- contratados, contudo, eram obrigados a votar e atuar nas campanhas de Mira e de Marcos Reátegui, o que configura crime de abuso de poder econômico. Robson teria auxílio da Secretaria de Administração, que teria exonerado funcionários sem justa causa, para abrir vagas na prefeitura, prática proibida porque ocorreu em período eleitoral, segundo a denúncia. Rosemiro, de acordo com a denúncia, fazia parte da liderança da quadrilha. O ex-prefeito também teria atuado na campanha de sua ex-mulher Jozi Araújo, mas ela não foi incluída no processo. Em fevereiro de 2017, Mira, Robson, Rosemiro e o ex-coordenador da Casa da Juventude de Santana, Antônio Gilberto Souza Paiva, foram condenados a perda dos direitos políticos e pagamento de multa, além da pena de quatro anos de prisão. Mira teve seu diploma cassado pelo TRE, e, consequentemente, seu mandato foi cassado em 2018.

### Improbidade administrativa
Em ação movida pelo Ministério Público, no dia 13 de janeiro de 2016, Rosemiro foi condenado a dois anos e dois meses de prisão, pena que depois foi convertida em pagamento de multa de R$3 mil reais e prestação de serviço comunitário por dois meses. O ex-prefeito foi denunciado à Justiça Federal em 2011, por não prestar contas de recursos federais repassados ao município entre os anos de 2001 e 2004. À época, o município de Santana firmou convênio com o antigo Ministério de Assistência Social (MAS) – atual Ministério do Desenvolvimento Social e Combate à Fome – no valor de mais de R$ 20 mil. A maior parte do montante deveria ser aplicada na manutenção do Programa Sentinela, de atendimento especializado a crianças, adolescentes e famílias vítimas de violência sexual, mas não houve prestação de contas sobre a destinação dada aos recursos.